# Milan Slezák
Milan Slezák (* 22. dubna 1957) je český novinář a rozhlasový komentátor.
Začínal v deníku Lidová demokracie, později působil v redakcích následujících periodik: Občanský deník, Lidové noviny, časopis Týden, Zemské noviny, Hospodářské noviny a Deníky Bohemia. V roce 1999 působil krátce jako poradce prezidenta Václava Havla pro Asii, Afriku a Latinskou Ameriku. V současnosti je komentátorem zahraničně politických události Českého rozhlasu. Za svou práci získal Cenu Ferdinanda Peroutky za rok 2008. V devadesátých letech získal Cenu novinářských křepelek.
Je autorem knihy Achillova pata a jiné patálie - fejetonovitě laděných výkladů často užívaných slov, rčení a frází.

## Publikace
- SLEZÁK, Milan. Achillova pata a jiné patálie. Dobrodružný výklad živých slov, rčení, úsloví a často používaných frází od A do Ž. Praha 2019, Universum
- SLEZÁK, Milan. Jiří Černý. Praha: TJ Nohyb Praha, 12. 1980. 4 s.